# Hylaeamys megacephalus
Espèce
Synonymes
- Mus megacephalus Fischer, 1814
[1]
- Mus capito Olfers, 1818
[1]
- Oryzomys capito Cabrera, 1961
- Oryzomys megacephalus Bonvicino et al., 1996
- [Hylaeamys] megacephalus Weksler et al., 1996

Statut de conservation UICN

 LC  : Préoccupation mineure
Répartition géographique
Hylaeamys megacephalus, de nom commun souris terrestre à grosse tête, est une espèce américaine de rongeurs de la famille des Cricetidae.

## Description
L'espèce a une longueur tête-corps de 9,2 à 12,5 cm de long, une queue de 8,8 à 12,7 cm de long et pèse de 23 à 59 g. Les pattes postérieures mesurent de 2,2 à 2,9 cm de long et les oreilles mesurent de 2 à 2,5 cm de large.
Les poils qui forment la couche de finition sont gris près de la racine et bruns à la pointe. À certains endroits, la couleur grise est visible. Chez les jeunes, une couleur de pelage gris foncé déviante apparaît sur le dessus. Il y a une bordure claire sur le dessous blanc. Les griffes des pieds ont de longs poils sur le dessus.
Le nombre de tétines chez les femelles est de huit.

## Répartition
L'aire de répartition s'étend du Venezuela et des Guyanes à travers le Brésil jusqu'au Paraguay. Hylaeamys megacephalus est également présent à Trinité-et-Tobago.
L'habitat se compose des forêts décidues humides tropicales et subtropicales près du fleuve Amazone et dans le cerrado.
À l'est et à l'ouest de cette zone, on trouve d'autres espèces apparentées du genre Hylaeamys : H. perenensis à l'ouest de l'Amazonie, H. acritus en Bolivie, et H. laticeps et H. oniscus dans la forêt atlantique de l'est du Brésil.

## Comportement
On a recensé des femelles gestantes avec trois ou quatre petits en juin et novembre.